# 莉莉安·史密斯
莉莉安·弗朗西絲·史密斯（英語：Lillian Frances Smith；1871年8月4日—1930年2月3日）是美國舊西部時期的一位特技射擊表演者和特技馬術表演者，她年僅15歲便加入「水牛比爾的狂野西部秀」表演團隊，在表演的宣傳海報上被稱呼為「加利福尼亞冠軍女獵人」（the champion California huntress）。史密斯也是另一位知名女射手安妮·奧克利的競爭對手。

## 生平
莉莉安·弗朗西絲·史密斯於1871年出生於加利福尼亞州科爾維爾，父母分別為小利瓦伊·W·史密斯（Levi W. Smith, Jr.）和麗貝卡·T·羅賓森（Rebecca T. Robinson），莉莉安為四個孩子中的第三子。她的父母以前住在麻薩諸塞州，是在1867年才搬到科爾維爾的。史密斯從7歲開始便學習射擊，10歲便已經可以和他人競賽，當時她的父親提出了5000美元的賭注，卻沒有人能夠打敗她。她曾在聖路易和當代最著名的神射手之一威廉·法蘭克·卡弗同臺競賽。在她15歲那年，「水牛比爾的狂野西部秀」表演團隊來到加州演出時發掘了她，於是史密斯便加入了表演團隊，並在那裏遇到了她今後的勁敵：同為表演團隊成員之一的安妮·奧克利。表演團隊很早就為兩人負責的表演項目進行「分工」，史密斯負責的是步槍射擊，而奧克利則負責霰彈槍。但實際上奧克利能夠熟練使用任何一種槍械，她會透過限制自己的行動來提高賭注。史密斯善於速射，她能在短暫的時間內連續射中無數個玻璃球或盤子。
很顯然地，史密斯和奧克利的關係一直都不太友好。史密斯是個喜歡吹牛的人，她曾說過「安妮·奧克利已經完蛋了。」。史密斯喜歡把自己打扮得漂漂亮亮，愛好華麗的衣服，不管對象是誰她都能與對方調情。和她相比，奧克利的打扮則是極度的保守。此外，史密斯整整年輕奧克利11歲，這點可能也讓奧克利認為受到威脅，因為奧克利後來開始告訴別人她出生於1866年，整整讓自己年輕了六歲，好縮短她和史密斯之間的年齡差距。
狂野西部秀的表演團隊於1887年前往英國會見維多利亞女王那時，史密斯和奧克利都是成員之一。在這次的英國之旅中，兩人之間的紛爭透過新聞媒體的催化，而越演越烈。有的媒體批評奧克利和愛德華王子的太太亞歷山德拉握手，但同樣有握手的史密斯卻沒有被報導出來。在和維多利亞女王會面時，明明是奧克利受到了女王讚揚，但倫敦的一家報商卻選擇刊登史密斯出席時的畫像。一家美國報刊刊登了一封用詞粗俗的信件，信中指出奧克利在英國「被冷落」了，但實情並非如此，在英國媒體和英國體育界中最受讚揚的仍是奧克利，而不是史密斯。儘管旗下兩位女射手的紛爭越演越烈，水牛比爾卻選擇不做任何回應，並把這個任務交給了奧克利的丈夫兼經紀人法蘭克·E·巴特勒，與狂野西部秀的播音員法蘭克·里奇蒙德（Frank Richmond）。緊接著，史密斯在一年一度的溫布頓步槍競賽中表現不佳，而同樣參賽的奧克利卻表現優異，在場的愛德華王子還主動向前和奧克利表示祝賀，這讓史密斯同時受到了英國媒體和美國媒體的嘲諷。史密斯的一位朋友（可能是她當時的丈夫，牛仔「吉姆小子」·威洛比）試圖透過重新轉述當時的比賽過程來扭轉媒體對史密斯的負面報導，但卻沒有成功。
1888年，奧克利離開了表演團隊，隔年史密斯也退出了團隊，而奧克利則在史密斯離開後再度重回團隊，剛好趕上1889年世界博覽會的表演。此後，史密斯再也沒回去過水牛比爾的團隊，但她仍努力讓自己繼續在大眾面前曝光。她向奧克利發起挑戰，想和她比一場，但卻被對方拒絕了。又隔了一年，史密斯在墨西哥喬的狂野西部秀登臺表演，她的皮膚變得比較黑，自稱是一名叫做「薇諾娜」的蘇族公主。1902年，兩人在射擊比賽上再度相遇，那天她們起了紛爭，從此兩人便分道揚鑣。至此之後，奧克利的射擊表演生涯越發大紅大紫，而史密斯則逐漸變得沒沒無聞。
1907年，史密斯搬到了奧克拉荷馬州，此後她便沒有再離開過這裡。她在那成為了米勒兄弟的101牧場狂野西部秀的成員，並繼續使用「薇諾娜公主」的虛構身分。除了101牧場以外，她也會在其他人（例如波尼·比爾）的節目上表演。之後史密斯也作為一位創紀錄的神射手和表演者，持續維持著她的射擊表演生涯，直到1920年左右她退休為止。史密斯於1930年逝世於奧克拉荷馬州的龐卡城，即101牧場所在的城市。她被埋在龐卡城的秘密共濟會公墓（Odd Fellows Cemetery）中。她埋葬的所在地原先是沒有標記的，直到1999年，101牧場的相關協會（101 Ranch Old Timers Association）為她放置了一塊紀念性的墓碑為止。不過，在別的資料來源中也提到，有塊寫著「P. Wenona」的小墓碑其實自葬禮以來一直都在，只是隨著時間過去，被草叢掩埋而看不清了而已。
史密斯一生至少結婚過五次，丈夫們的先後順序隨著不同的資料來源而有所差異。她所有的婚姻都以離婚收場，也沒有生下任何孩子。

## 出生日期爭議
雖然史密斯的墓碑上將其出生年月日標記為「1871年2月3日」，但這很可能是不正確的，因為這樣的話她便是死在自己的59歲生日當天，可能是後人捏造，藉此製造噱頭。有些報紙將史密斯的出生年月寫為1871年或1872年的8月。而包括「水牛比爾的狂野西部秀」公司在內，一些其他的資料來源則將她的出生年月標示為1871年的秋天。根據茱莉亞·布里克林（Julia Bricklin）於2017年所著的傳記《America's Best Female Sharpshooter: The Rise and Fall of Lillian Frances Smith》，史密斯的出生年月日為1871年8月4日，與上述提到的時間段皆符合。

## 外部連結
- "Lillian Smith: The Champion California Huntress" （页面存档备份，存于），由Karen Kondazian所著，2012年10月28日
- Biography of Lillian Smith in "Annie Oakley" （页面存档备份，存于），來自公共廣播電視公司的電視節目《American Experience》
- 在Find a Grave上的莉莉安·史密斯